# Pont de Beška
Le pont de Beška est un pont en poutre à hauteur variable franchissant le Danube dans le nord de la Serbie.

## Histoire
Le pont a été construit en 1975. Il a été détruit lors des bombardements aériens de l'OTAN en avril 1999. Il a été rapidement réparé et rouvert le 19 juillet 1999.

## Galerie d'images

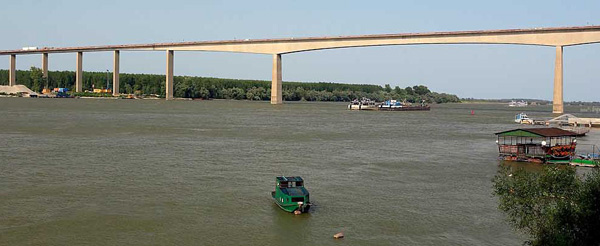
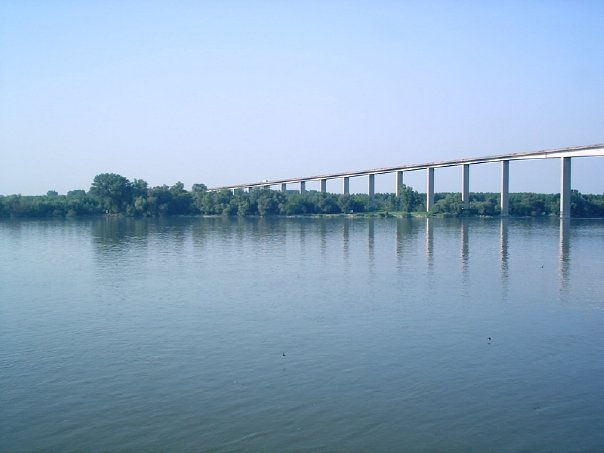
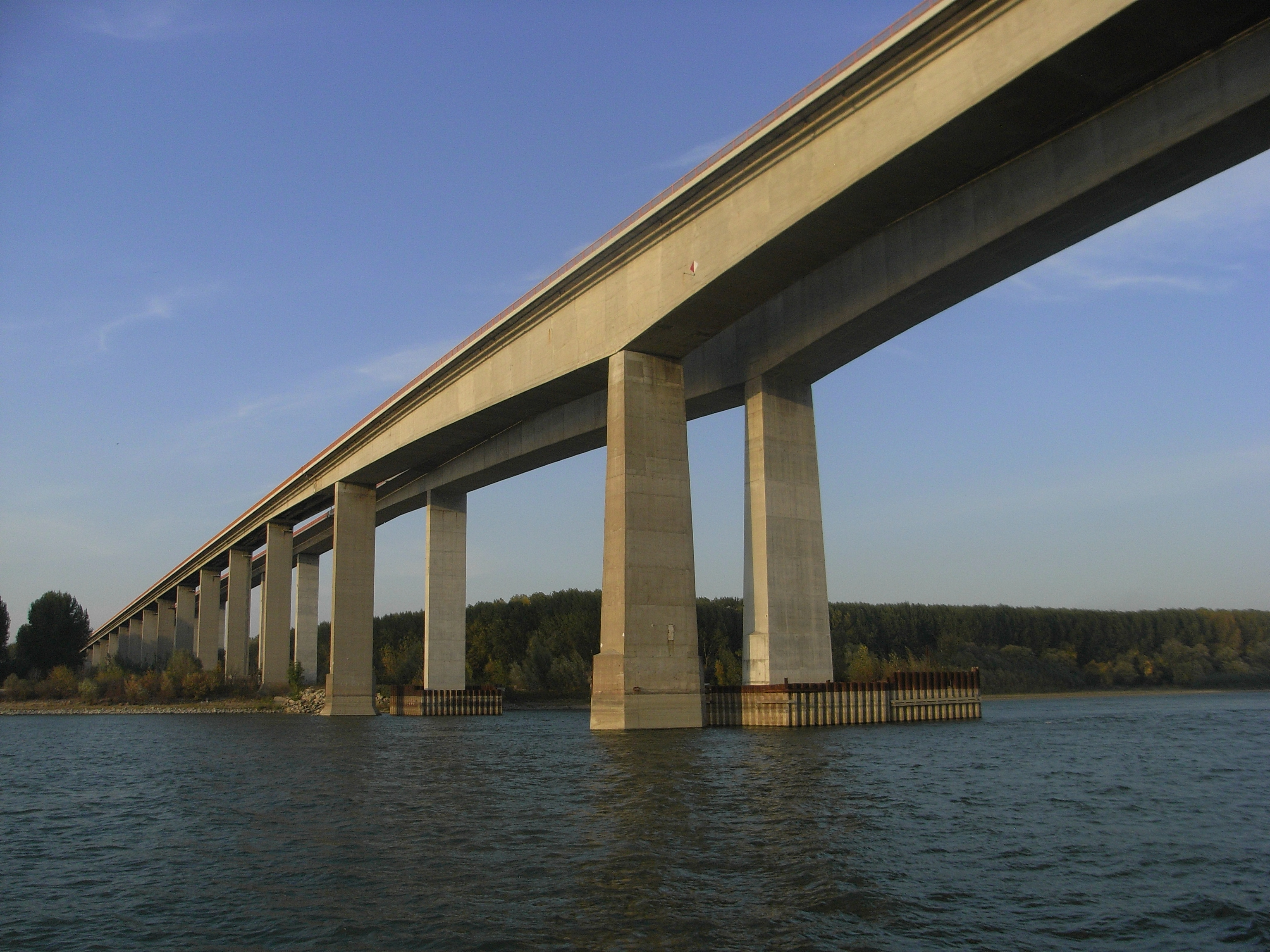
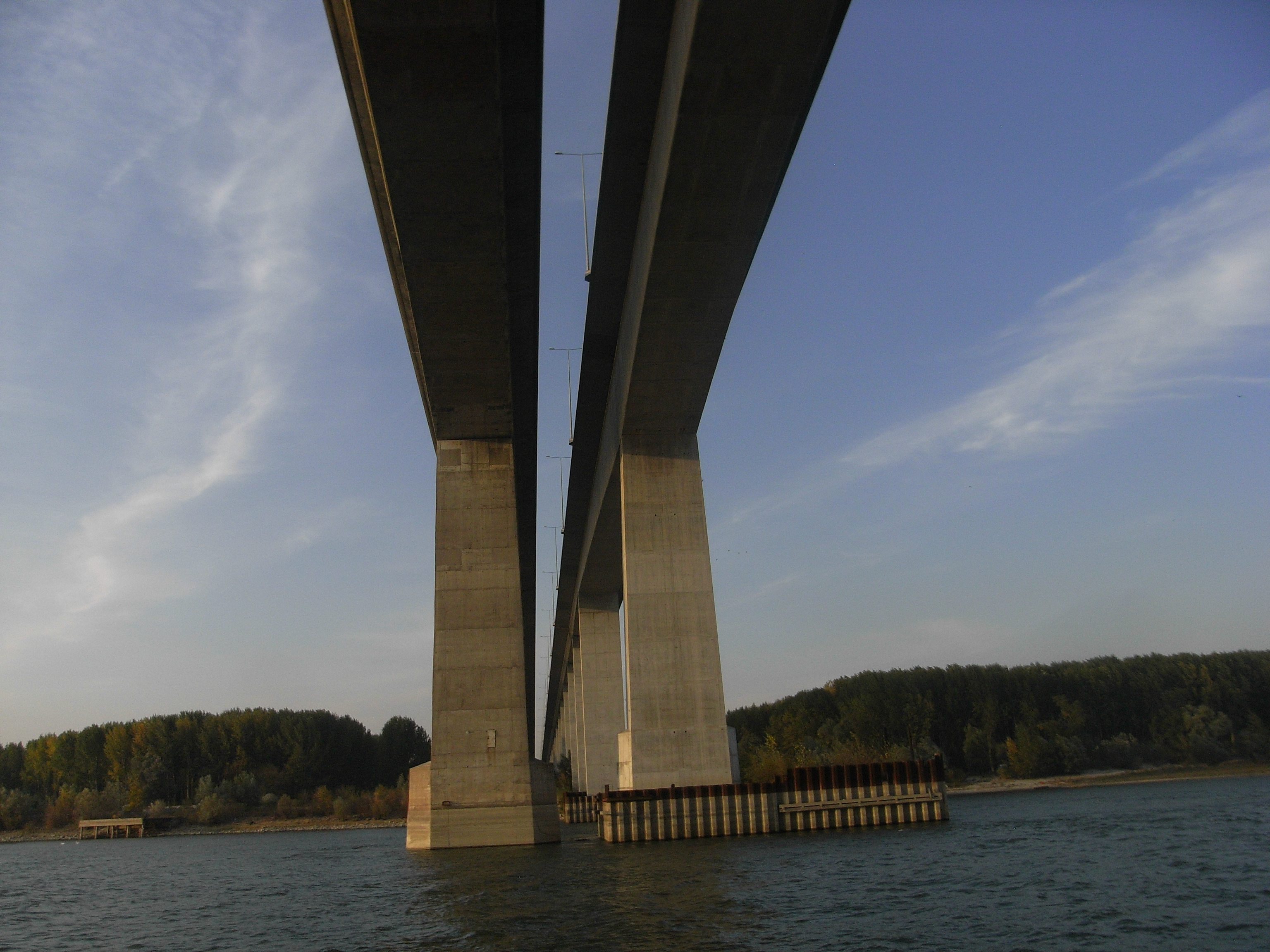